# Museo de Premià de Dalt
El Museo de Premià de Dalt tiene como objetivo recoger, estudiar y difundir la riqueza patrimonial de Premiá de Dalt (Maresme), reflejada en evidencias arqueológicas, documentales, arquitectónicas y urbanas. El museo, integrado en la Red de Museos Locales de la Diputación de Barcelona, parte de un proyecto museológico abierto, lúdico y participativo.

## Edificio
El museo ocupa una de las dependencias del Más Figueres, edificio documentado a finales del siglo XIII, aunque la construcción actual parece ser del siglo XV. La fachada principal presenta una puerta dovelada y dos ventanas góticas coronan la segunda planta; la fachada de poniente tiene una alberca adosada, cuya agua brota a través de una fuente embaldosada con la imagen de San José Oriol, quien según la tradición pasó una noche en la casa. En 1994 el Ayuntamiento de Premiá de Dalt adquirió el edificio y la finca que lo rodea y proyectó su rehabilitación como casa de cultura.

## Exposición
La exposición permanente se divide en tres ámbitos diferenciados:
- La colección "De Masía a Museo", con objetos de Can Figueres, sede del museo, que muestra la evolución y los cambios producidos en la casa.
- La maqueta dinámica "Yo, Premià", que presenta un recorrido virtual por la historia de la población.
- El panel táctil "Premià (des)de Dalt", que permite visualizar las imágenes y la historia de los puntos patrimoniales más emblemáticos del municipio sobre una fotográfia aérea.